# 蔡玉燕
蔡玉燕（1982年5月—），广东汕头人，中国前女子跳水运动员，其夫为前中國男子跳水运动员孙淑伟。

## 生涯
蔡玉燕在9岁时被体校教练发现，随即开始练习跳水。1992年，蔡玉燕进入广东省队，主攻跳台。1998年世界游泳锦标赛，蔡玉燕夺得单人和双人10米跳台两项比赛的亚军，同年又夺得亚运会女子10米跳台比赛金牌。2000年跳水世界杯，蔡玉燕随队获得女子团体和混合团体两项冠军，同时夺得女子10米跳台第三名。2001年世界大学生运动会，蔡玉燕夺得女子双人10米跳台和女子团体冠军，其后正式退役。
退役后，蔡玉燕进入中山大学国际金融系学习，后于广东工业大学担任体育教师。